# Синьково (Одинцовский район)
Синьково — деревня в Одинцовском районе Московской области, в составе сельского поселения Ершовское. Население 31 человек на 2006 год, в деревне числятся 4 садовых товарищества. До 2006 года Синьково входило в состав Аксиньинского сельского округа.
Деревня расположена на северо-западе района, в 4 километрах на северо-восток от Звенигорода, высота центра над уровнем моря 178 м.
Впервые в исторических документах деревня встречается в Экономических примечаниях 1800 года, согласно которым в Синьково было 6 дворов, 20 душ мужского пола и 26 женского. На 1852 год в деревне числилось 12 дворов и 90 жителей, в 1890 году — 106 человек. По Всесоюзной переписи 17 декабря 1926 года числилось 17 хозяйств и 105 жителей, по переписи 1989 года — 8 хозяйств и 4 жителя.